# Grêmio estudantil
Grêmio estudantil é a organização responsável por representar o interesse de estudantes do ensino fundamental e médio. O grêmio é o órgão máximo de representação dos estudantes de uma escola, permitindo que os alunos discutam, criem e fortaleçam inúmeras possibilidades de ação tanto no próprio ambiente escolar como na comunidade. É reivindicado como espaço de aprendizagem, cidadania, convivência, responsabilidade e de luta por direitos.
O grêmio pode levar demandas dos estudantes ao conselho escolar e associações de pais e professores, além de funcionar como órgão operativo pra cumprir encaminhamentos dos estudantes decididos em assembleia.

## Estatuto
O estatuto do grêmio estudantil é um documento que estabelece as normas sob as quais o grêmio vai funcionar, explicando como será seu funcionamento, como a existência ou não de uma gestão eleita e como a entidade deve atuar em certos casos. O estatuto deve ser aprovado através de uma assembleia dos estudantes.

## Gestão
Não é obrigatório que exista uma gestão eleita, pois os estudantes tem autonomia para decidir como desejam que a entidade funcione. O grêmio pode funcionar através de autogestão, gestões eleitas horizontais, sem cargos previstos, ou gestões hierarquizadas, com cargos definidos. 
- Presidente: Como na maioria das instituições democráticas, o Presidente é o que representa o grupo e o mais importante cargo do grupo. Geralmente é ele que aparece nas manifestações e nas campanhas.[4]
- Vice-Presidente: O vice-presidente é também uma variação da sua versão social. O braço direito do Presidente, e também pode substituí-lo, conforme necessidade.[4]
- Secretário-Geral: Em suma, o secretário é quem escreve toda a documentação do Grêmio. Faz as atas e mantém os documentos em ordem.[4]
- Tesoureiro-Geral: O Tesoureiro Geral, como o próprio nome já indica, cuida do orçamento do Grêmio. Quando, por exemplo, é organizado um campeonato, o Tesoureiro deve fazer o possível para que não haja prejuízo se uma partida for adiada ou o campo ter algum problema grave.[4]
- Diretores: Os diretores são como os ministros: cuidam de áreas específicas, como alimentos, cultura, jornalismo, e muitos outros dependendo do Grêmio.[4]

## Variações por país

### Colômbia
Na Colômbia, os "conselhos estudantis" são gerenciados por estudantes e para os estudantes, independentemente das autoridades que regem a instituição e algumas vezes tem alcances locais ou mesmo nacionais. São também responsáveis de prover uma grande variedade de serviços aos outros estudantes, os quais podem entrar livremente através dos respectivos comitês, conselhos e comícios gerais.